# Vernouzet
 (février 2017).
Si vous disposez d'ouvrages ou d'articles de référence ou si vous connaissez des sites web de qualité traitant du thème abordé ici, merci de compléter l'article en donnant les références utiles à sa vérifiabilité et en les liant à la section « Notes et références ».
Le Vernouzet est un ruisseau français dans le département d'Ille-et-Vilaine, affluent du fleuve de la Vilaine.

## Hydrographie
Le Vernouzet est intégralement canalisé et enterré. Le ruisseau prend sa source au cœur du quartier du Pré-Clos à Vitré, au niveau des no 9 et no 11 Rue de la Fontaine. Il traverse le quartier du Pré-Clos créé après-guerre, passe sous les voies ferrées, la Rue de la Hellerie, la Rue Neuve et longe les anciens remparts Place de la Gare, Place Saint-Yves, la Rue de Brest et sous le Couvent des Augustins de Vitré. Il se jette dans la Vilaine face au monastère Saint-Nicolas, visible depuis la promenade aménagée le long du fleuve.

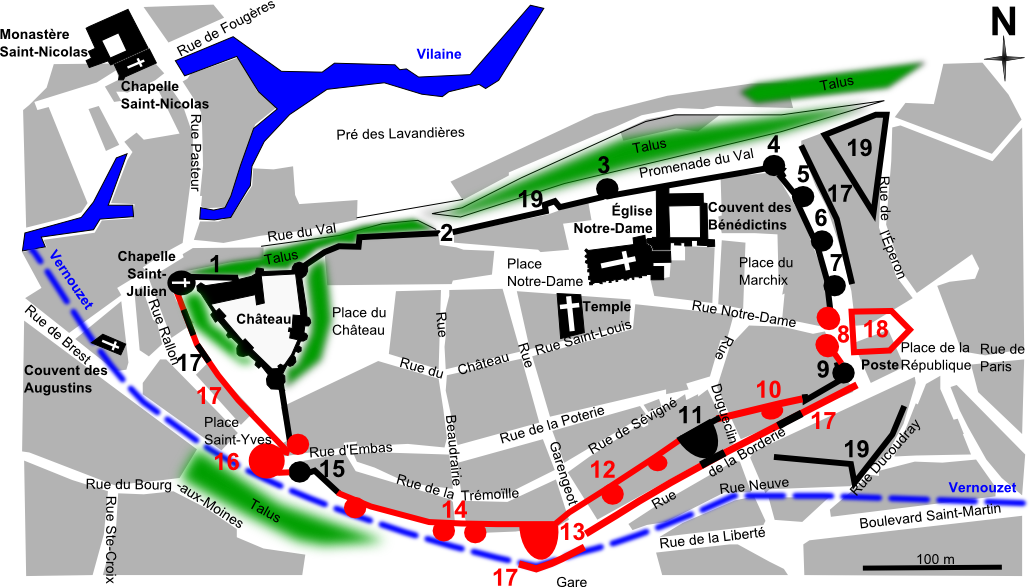
Le ruisseau est entièrement canalisé dans le sous-sol du centre-ville.
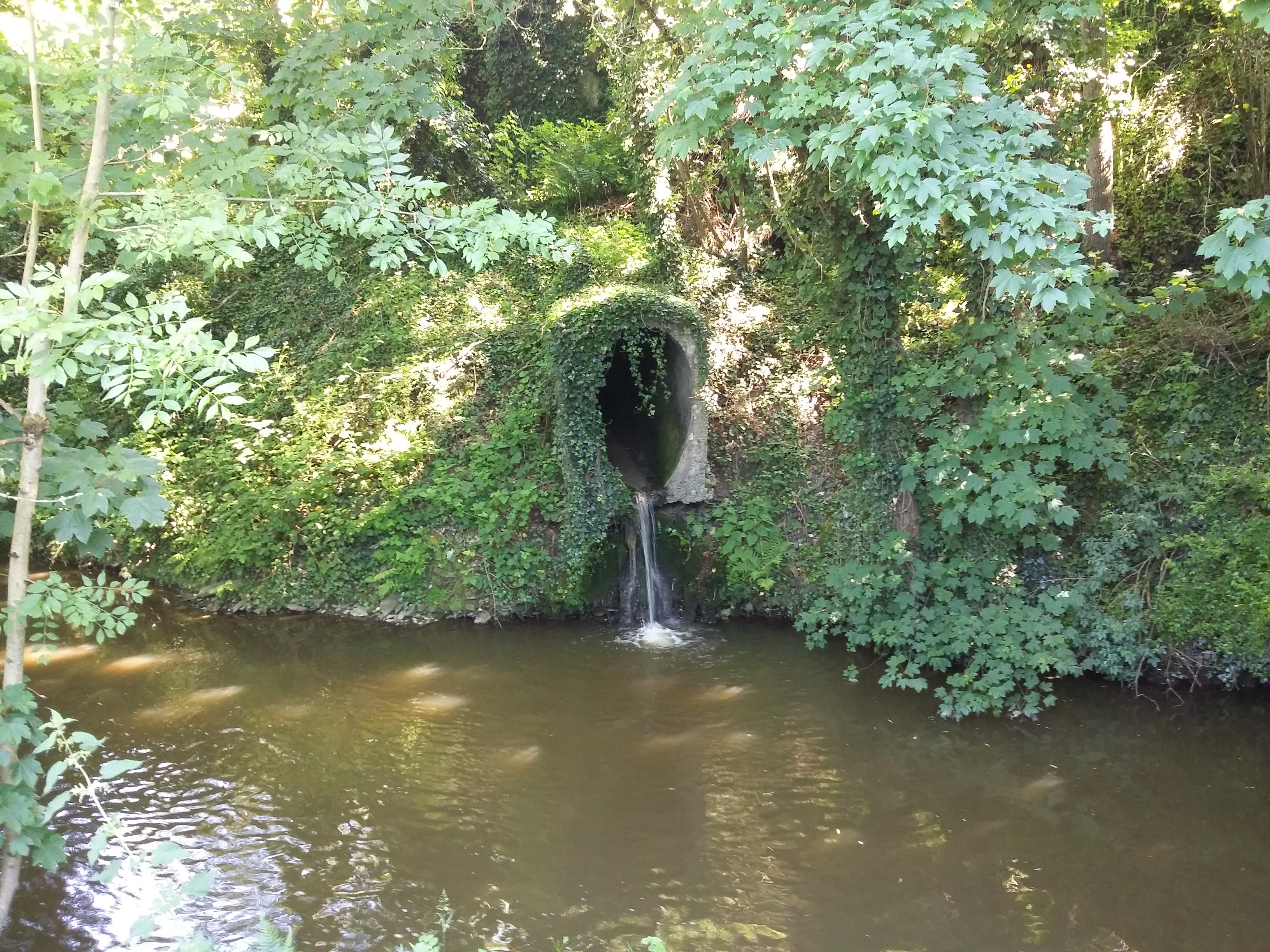
Le Vernouzet se jette dans le fleuve de la Vilaine.

## Histoire
Avant le développement du réseau d'assainissement, le Vernouzet était utilisé comme égout. Lors d'épisodes de précipitations intenses, le ruisseau gonflait et provoquait des inondations dans les caves et habitations se trouvant le long du lit. Le manque d'entretien et de curage rendait ce cours d'eau capricieux.
En 1883, un arrêté préfectoral a demandé aux riverains d'entretenir mais des inondations ont toujours lieu malgré cela. Par suite, un renforcement de canalisation est effectué lors des travaux liés à l'arrivée de la Gare et la suppression des remparts : en 1873 sur la promenade Saint-Yves, en 1889 pour la rue Rallon. Le conseil d’hygiène de l’arrondissement de Vitré alerte la mairie sur le risque de développement de maladies et d'épidémies possibles en lien avec les effluents évacués par le ruisseau. Le conseil municipal en date du 8 août 1900 a voté la réglementation pour l’usage des latrines et fosses d’aisance pour les habitants vivants à proximité immédiate du Vernouzet et en insistant sur l'importance des curages effectués régulièrement. La situation restera inchangée jusqu'en 1958 où la Ville de Vitré réalisera cette année-là d'importants travaux de pose d'un collecteur d'eaux pluviales de la Place Saint-Yves jusqu'à la confluence pour la somme de 18,5 millions de francs. Un aménagement a été réalisé sur la placette de la Rue de la Fontaine afin de mettre en valeur la source du ruisseau Le Vernouzet.